# June Lockhart
June Lockhart (New York, 25 juni 1925) is een Amerikaanse actrice.

## Biografie
June is een dochter van de acteurs Gene Lockhart en Kathleen Arthur Lockhart die haar aangezet hebben om te gaan acteren. Zij maakte haar debuut toen ze acht jaar oud was. Lockhart trad toen op in de Metropolitan Opera in New York. 
Later verhuisde het hele gezin naar Californië, waar vader Gene zich opwerkte tot een groot acteur. June maakte haar acteerdebuut op de tv in 1938 met de film A Christmas Carol. Hierin speelde ze samen met haar ouders. Tussen haar acteren op tv door speelde ze ook regelmatig op Broadway waar ze lovende recensies over kreeg. In 1948 kreeg ze de Tony Award voor haar acteren in het theater.
Het bekendst van de televisie is ze van de televisieserie Lassie (1958-1964) als de moederfiguur en de televisieserie Lost in Space (1965-1968) als Maureen Robinson. De jongere generatie zal Lockhart kennen als Celia Martin uit de televisieserie Beverly Hills, 90210 (1997-1998) en als Maria Ramirez uit de serie General Hospital (1984-1998). Hiernaast heeft ze nog in meer dan 170 televisieseries en films mee gespeeld zoals The United States Steel Hour (1954-1959), Petticoat Junction (1968-1970), The Colbys' (1986), Full House (1991) en The Drew Carey Show (2002).
Lockhart is twee keer getrouwd geweest. Het eerste huwelijk vond plaats in 1951 en eindigend in een scheiding op 1 april 1959. Het tweede huwelijk vond plaats in 1959 en eindigend in een scheiding in oktober 1970. Hierna is Lockhart nooit meer hertrouwd. Uit het eerste huwelijk zijn twee kinderen geboren, dochter Anne Lockhart (1953) en dochter Lizabeth Lockhart (1956).
Lockhart is in het verleden twee keer genomineerd voor een Emmy Award, de eerste keer was in 1953 in de categorie Beste Actrice. De tweede keer was in 1959 in de categorie Beste Actrice in een Hoofdrol in een Dramaserie met de televisieserie Lassie. Ze heeft ook voor haar acteerwerk op tv en in films een ster gekregen op de beroemde Hollywood Walk of Fame.

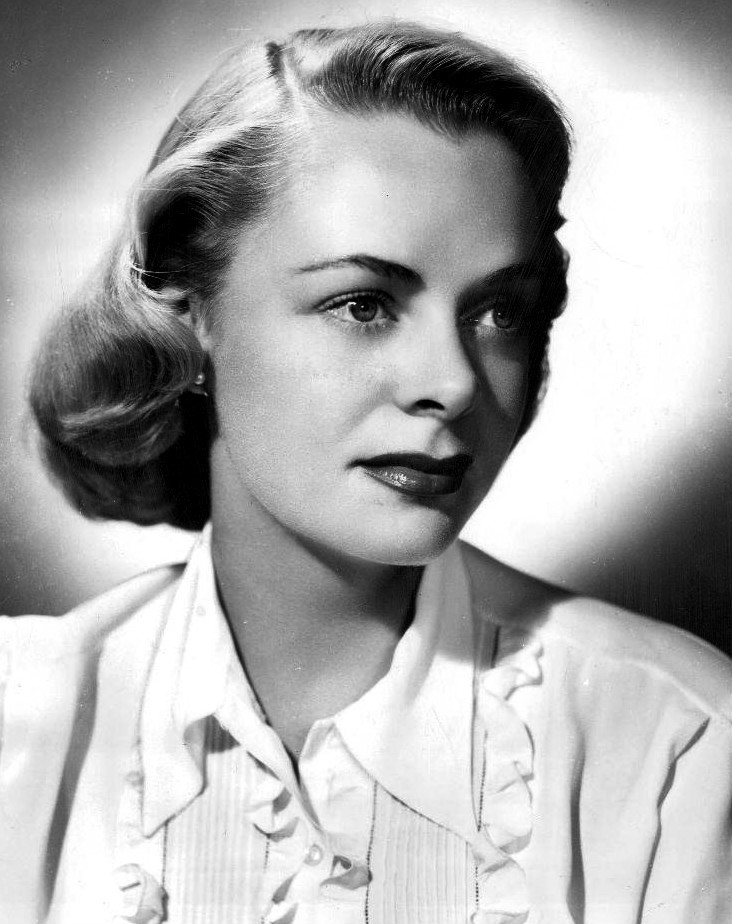
June Lockhart in 1947

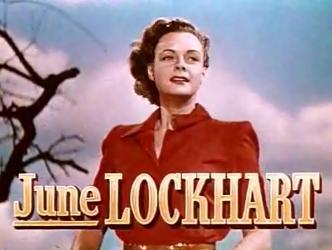
June lockhart in Son of Lassie (1954)

## Filmografie

### Films
Selectie:
- 2007 Holiday in Handcuffs – als oma
- 2001 Au Pair II – als oma Neil Grayson
- 1998 Lost in Space – als Cartwright
- 1989 The Big Picture - als Janet Kingsley
- 1947 T-Men – als Mary Genaro
- 1944 Meet Me in St. Louis – als Lucille Ballard
- 1944 The White Cliffs of Dover – als 18-jarige Betsy Kenney
- 1941 Sergeant York – als Rosie York
- 1938 A Christmas Carol – als dochter van mrs. Cratchit

### Televisieseries
Selectie:
- 2002 The Drew Carey Show – als Misty Evelyn – 2 afl.
- 1984 – 1998 General Hospital – als Maria Ramirez – ? afl.
- 1994 - 1995  The Ren & Stimpy Show - als mrs. Brainchild - 2 afl.
- 1997 – 1998 Beverly Hills, 90210 – als Celia Martin – 4 afl.
- 1991 Full House – als mrs. Wiltrout – 2 afl.
- 1986 Wildfire – als Vesta (stem) – 2 afl.
- 1978 Loose Change – als Irene Evans – miniserie
- 1968 – 1970 Petticoat Junction – als dr. Janet Craig – 47 afl.
- 1965 – 1968 Lost in Space – als Maureen Robinson – 84 afl.
- 1958 – 1964 Lassie – als Ruth Martin – 204 afl.
- 1951 – 1957 Robert Montgomery Presents – als ?? – 9 afl.
- 1951 – 1956 Schlitz Playhouse of Stars – als Faye Cameron – 3 afl.

- Biblioteca Nacional de España: XX1260152
- Bibliothèque nationale de France: cb142000300 (data)
- Gemeinsame Normdatei: 1019147539
- International Standard Name Identifier: 0000 0000 6636 6444
- Library of Congress Control Number: n85151519
- Istituto Centrale per il Catalogo Unico: RAVV573491
- SNAC: w67h2h8q
- Virtual International Authority File: 40811990
- WorldCat: E39PBJbRjPWCpyvVDWgdFqdWjC